# Robert Hamilton (gubernator)
Robert Hamilton (ur. 30 sierpnia 1836 na wyspie Bressay, zm. 22 kwietnia 1895 w Londynie) – brytyjski urzędnik państwowy i administrator kolonialny, w latach 1887-1892 gubernator Tasmanii. 

## Biografia

### Kariera zawodowa
Pochodził z Szetlandów, był synem duchownego protestanckiego. Ukończył studia na King's College, Aberdeen, po czym został cywilnym urzędnikiem Ministerstwa Wojny w Londynie, które szybko wysłało go na placówkę na Krymie. Po powrocie do kraju przeniósł się do resortu robót publicznych, zaś od 1861 odpowiadał za księgowość resortu edukacji. W 1868 wydał wielokrotnie wznawiany podręcznik praktycznej księgowości, zatytułowany Book-keeping. Od 1869 pracował w Zarządzie (quasi-ministerstwie) handlu, gdzie otrzymał zadanie reorganizacji całej finansowej strony funkcjonowania tego urzędu. Później zasiadał w komisji królewskiej badającej problemy służby cywilnej. 
W 1878 został naczelnym księgowym Royal Navy, zaś w 1882 stałym sekretarzem (szefem całej służby cywilnej w resorcie) Admiralicji. Szybko został przeniesiony do Irlandii, gdzie był szefem zawodowej kadry urzędniczej na wyspie, w randze wiceministra. W 1886 został zwolniony z tego stanowiska, najprawdopodobniej ze względu na swoje poparcie dla działaczy zabiegających o przyznanie Irlandii prawdziwej autonomii. W 1887 powołano go na stanowisko gubernatora Tasmanii, które było prestiżowe, ale w praktyce mniej newralgiczne niż posada w Dublinie. Dał się poznać jako promotor rozwoju gospodarczego i infrastrukturalnego Tasmanii, a także zwolennik ściślejszej integracji sześciu australijskich kolonii brytyjskich. 
W 1893 powrócił do Wielkiej Brytanii, gdzie powołano go do komisji królewskiej badającej sytuację kolonii na wyspie Dominika. Rok później trafił do kolejnej komisji, tym razem zajmującej się powiązaniami finansowymi między Anglią a Irlandią. W listopadzie 1894 został szefem brytyjskiej służby celnej, ale zaledwie pół roku później zmarł w wieku 58 lat. 

### Życie prywatne
Był dwukrotnie żonaty (jego pierwsza żona zmarła), łącznie miał siedmioro dzieci. 

## Odznaczenia
Hamilton był dwukrotnie odznaczany Orderem Łaźni: w 1883 (klasy Kawaler) i w 1884 (klasy Rycerz Komandor, odtąd miał prawo do używania tytułu Sir przed nazwiskiem).